# 纪念摩西

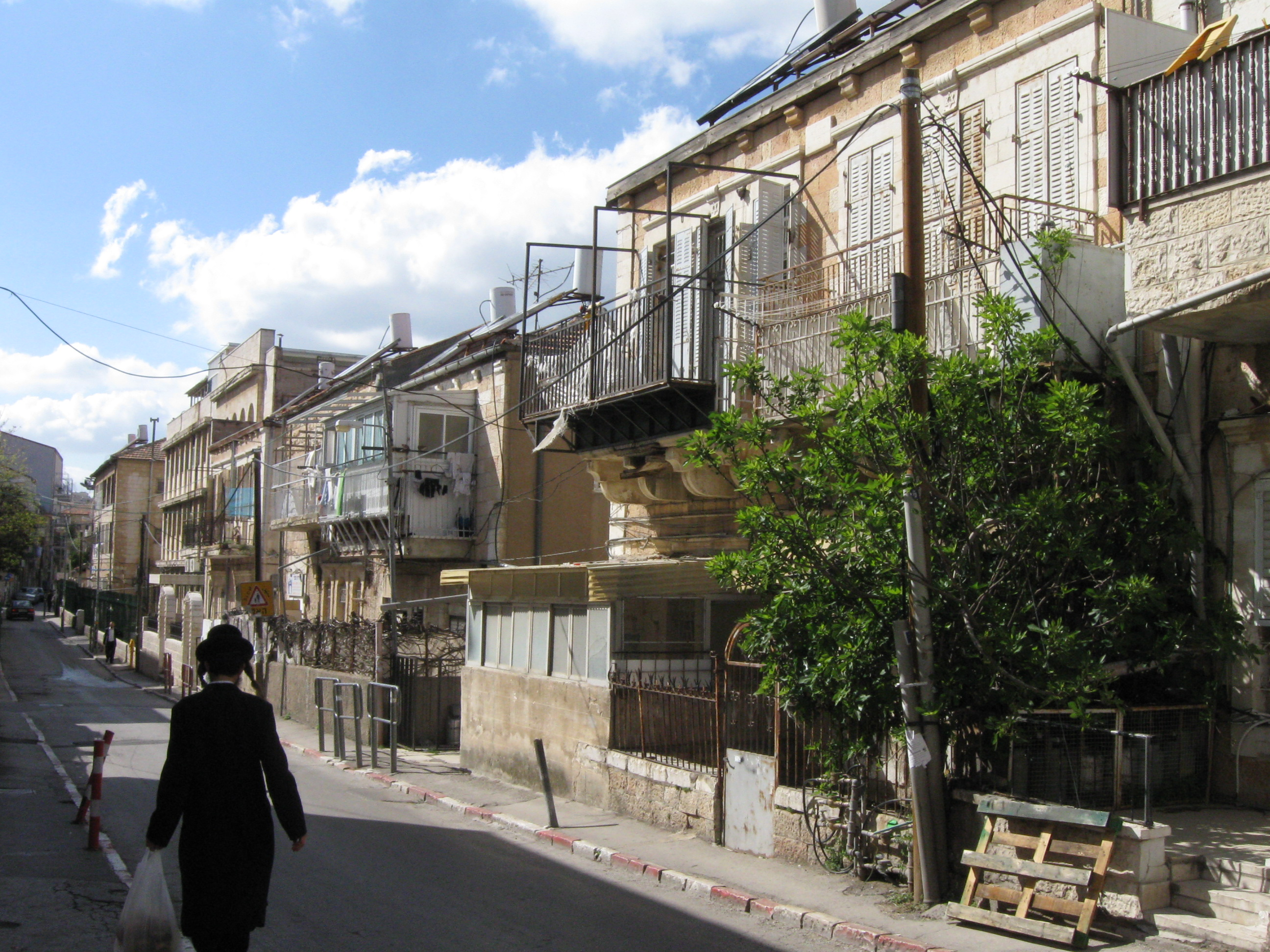
纪念摩西的一条街。

纪念摩西（希伯來語：‎，轉寫：Zikhron Moshe）是耶路撒冷中央的一个哈雷迪社区，北与Geula接壤，西到蒙福泉源（Mekor Baruch），西到大卫·耶林街，东到百倍之地。
该社区成立于1905年，其第一批居民是世俗教师。它是耶路撒冷以摩西·蒙蒂菲奥里爵士命名的几个街区之一。

## 历史

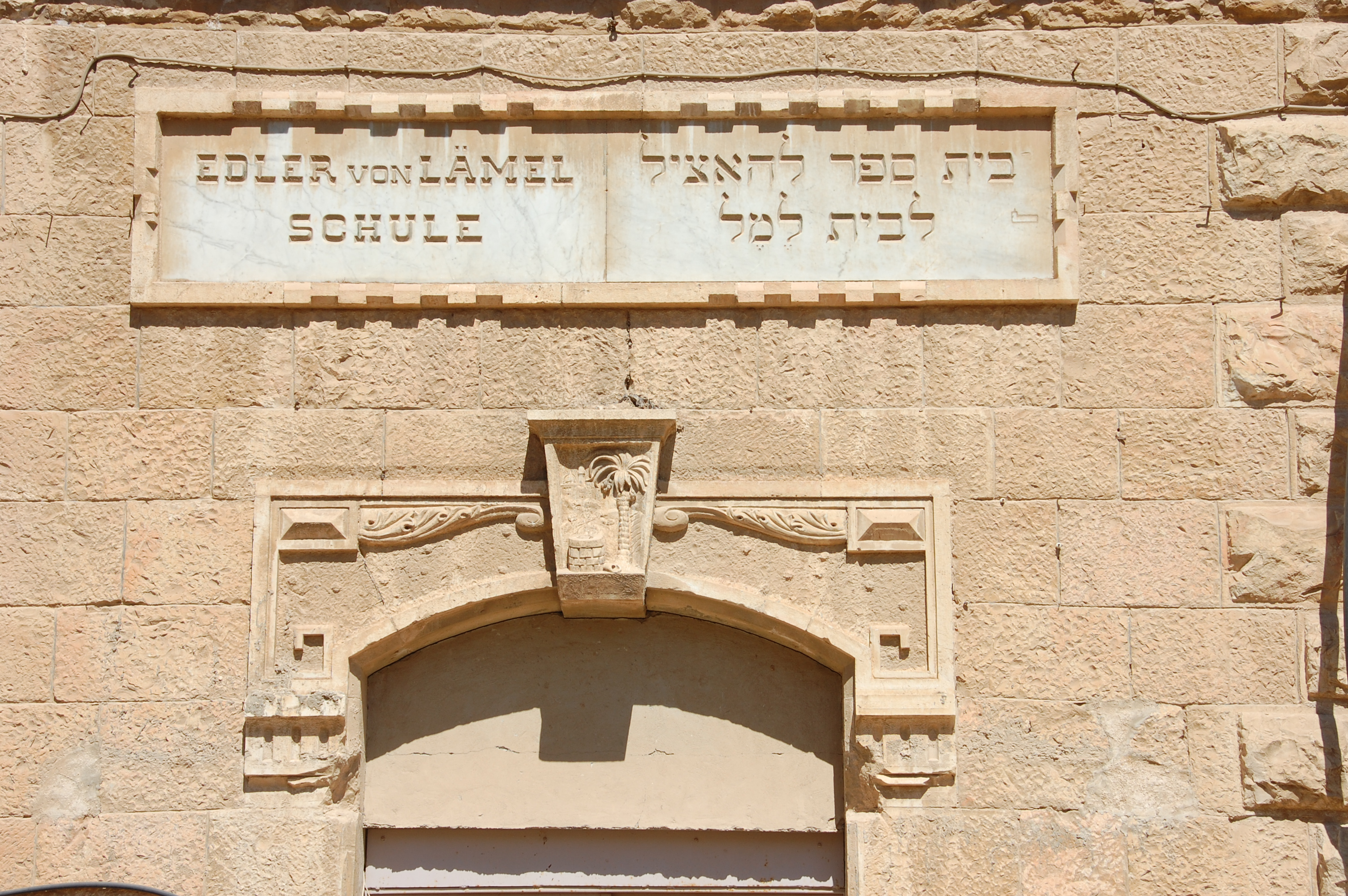

该社区围绕耶路撒冷的第三所犹太学校Simon von Lämel学校发展而成，该校建于1856年，由奥地利维也纳的Elise Herz 捐资兴建，以纪念她的父亲。1888年，学校的管理权转移到德国犹太慈善协会，1910年，又交给于1901年成立的德国犹太人救济协会。
1932年，在纪念摩西的一个空地上建起了爱迪生剧院。它以发明第一台电影放映机的托马斯·爱迪生命名，是耶路撒冷第一个安装空调的剧院。伊夫·蒙当和其他著名的表演者在此出现。这曾是以色列爱乐乐团举行音乐会的地点。。
多年来，该社区变得越来越宗教化，现在是该市主要哈雷迪区域的最南部分，毗邻哈雷迪区域的商业中心Geula。